# Unterseeboot 225
Le Unterseeboot 225 (ou U-225) est un sous-marin allemand (U-Boot) de type VII.C utilisé par la Kriegsmarine (marine de guerre allemande) pendant la Seconde Guerre mondiale

## Historique
Mis en service le 11 juillet 1942, l'Unterseeboot 225 reçoit sa formation de base à Kiel en Allemagne au sein de la 5. Unterseebootsflottille jusqu'au 31 octobre 1942, puis l'U-225 intègre sa formation de combat à Saint-Nazaire en France avec la 1. Unterseebootsflottille.
Il réalise sa première patrouille, quittant le port de Kiel le 5 décembre 1942 sous les ordres de l'Oberleutnant zur See Wolfgang Leimkühler. Après 54 jours de mer et un palmarès d'un navire marchand coulé de 5 273 tonneaux et quatre navires marchands endommagés pour un total de 24 672 tonneaux, l'U-225 rejoint Brest qu'il atteint le 8 janvier 1943.
L'Unterseeboot 225 a effectué deux patrouilles dans lesquelles il a coulé un navire marchand de 5 273 tonneaux et a endommagé quatre navires marchands endommagés pour un total de 24 672 tonneaux au cours de 56 jours en mer.
Sa deuxième patrouille le fait quitter la base sous-marine de Brest le 2 février 1943 toujours sous les ordres de l'Oberleutnant zur See Wolfgang Leimkühler. Après 21 jours en mer, l'U-225 est attaqué et coulé le 22 février 1943 dans l'Atlantique Nord à la position géographique de 48° 37′ N, 30° 35′ O par des charges de profondeur de la corvette britannique HMS Dianthus. Les 46 membres d'équipage meurent dans cette attaque.

## Affectations successives
- 5. Unterseebootsflottille à Kiel du 11 juillet au 31 décembre 1942 (entrainement)
- 1. Unterseebootsflottille à Brest du 1er janvier au 22 février 1943 (service actif)

## Commandement
- Oberleutnant zur See Wolfgang Leimkühler du 11 juillet 1942 au 22 février 1943

## Patrouilles
|       | Commandant                | Départ          | Départ | Arrivée         | Arrivée | Jours    | Succès   |
| ----- | ------------------------- | --------------- | ------ | --------------- | ------- | -------- | -------- |
| 1     | Oblt. Wolfgang Leimkühler | 5 décembre 1942 | Kiel   | 8 janvier 1943  | Brest   | 35 jours | 29 945   |
| 2     | Oblt. Wolfgang Leimkühler | 2 février 1943  | Brest  | 22 février 1943 | Coulé   | 21 jours |          |
| Total | Total                     | Total           | Total  | Total           | Total   | 56 jours | 29 945 t |

Note : Oblt. = Oberleutnant zur See 

### Opérations Wolfpack
L'U-225 a opéré avec les Wolfpacks (meute de loups) durant sa carrière opérationnelle:
1. Spitz (22 décembre 1942 - 31 décembre 1942)
2. Ritter (11 février 1943 - 15 février 1943)

## Navires coulés
L'Unterseeboot 225 a coulé un navire marchand de Modèle:Nomre et a endommagé quatre navires marchands pour un total de 24 672 tonneaux au cours des deux patrouilles (56 jours en mer) qu'il effectua.
| Date             | Navire             | Pavillon    | Tonnage | Convoi  | Fait      |
| ---------------- | ------------------ | ----------- | ------- | ------- | --------- |
| 27 décembre 1942 | Scottish Heather   | Royaume-Uni | 7 087   | ONS-154 | Endommagé |
| 28 décembre 1942 | Melmore Head       | Royaume-Uni | 5 273   | ONS-154 | Coulé     |
| 28 décembre 1942 | Ville de Rouen     | Royaume-Uni | 5 598   | ONS-154 | Endommagé |
| 28 décembre 1942 | President Francqui | Belgique    | 4 919   | ONS-154 | Endommagé |
| 28 décembre 1942 | Empire Shackleton  | Royaume-Uni | 7 068   | ONS-154 | Endommagé |

### Référence
1. ↑  Axel Niestlé, décembre 2009
2. ↑  http://uboat.net/boats/successes/u225/html

### Source
- (en) Cet article est partiellement ou en totalité issu de l’article de Wikipédia en anglais intitulé « German submarine U-225 » (voir la liste des auteurs).